# Harry Hughes
Harry Roe Hughes, född 13 november 1926 i Easton, Maryland, död 13 mars 2019 i Denton, Maryland, var en amerikansk demokratisk politiker. Han var guvernör i delstaten Maryland 1979-1987.
Hughes utexaminerades 1949 från University of Maryland. Han gifte sig den 30 juni 1951 med Patricia Donoho. Paret fick två döttrar: Ann och Elizabeth. Hustrun Patricia avled den 20 januari 2010.
Hughes avlade 1952 juristexamen vid George Washington University. Han arbetade sedan som advokat i Maryland.
Hughes besegrade Blair Lee III i demokraternas primärval inför guvernörsvalet i Maryland 1978. Han besegrade sedan republikanen John Glenn Beall i själva guvernörsvalet. Hughes tillträdde som guvernör den 17 januari 1979. Han efterträddes 1987 av William Donald Schaefer.